# Kiane Zawadi
Kiane Zawadi, rodným jménem Bernard Atwell McKinney, (26. listopadu 1932 Detroit – 21. května 2024 New York) byl americký jazzový pozounista. Narodil se v Detroitu jako jeden z deseti sourozenců, přičemž někteří z nich se rovněž stali hudebníky. Jeho synovcem je klavírista Carlos McKinney. Svou kariéru zahájil v roce 1951, kdy hrál s klavíristou Barrym Harrisem a saxofonistou Sonnym Stittem. Během své kariéry spolupracoval s mnoha dalšími hudebníky, mezi něž patří například Yusef Lateef, Freddie Hubbard, Sun Ra, Archie Shepp a Slide Hampton.